# Liste de frontières terrestres par longueur
Cette liste des frontières terrestres par longueur classe les frontières physiques entre États de la plus longue à la plus courte. Les valeurs de longueurs sont données en kilomètres.
Les deux États non membres des Nations unies — l'État de Palestine et le Vatican, qui ont un statut d'observateur — sont compris.
Cet article n'est pas à confondre avec celui sur la liste des frontières maritimes par pays et celui sur la liste des frontières terrestres par pays.

## Liste
Sauf mention contraire, les chiffres sont issus du CIA World Factbook.
| #     | Frontière                                                    | Continent        | Longueur (km) | Notes |
| ----- | ------------------------------------------------------------ | ---------------- | ------------- | --- |
| +001, | Canada — États-Unis                                          | Amérique du Nord | +8 893,       | En deux sections : 6 416 km entre le Canada et la frontière nord des États-Unis et 2 477 km entre le Canada et l'Alaska.                   |
| +002, | Kazakhstan — Russie                                          | Asie / Europe    | +6 846,       | La plus longue frontière continue au monde.                                                                                                |
| +003, | Argentine — Chili                                            | Amérique du Sud  | +5 150,       | En deux sections : sur le continent et sur la grande île de la Terre de Feu.                                                               |
| +004, | Chine — Mongolie                                             | Asie             | +4 677,       | |
| +005, | Chine — Russie                                               | Asie             | +4 250,       | En deux sections séparées par la Mongolie : 55 km à l'ouest de celle-ci, 4 195 km à l'est.                                                 |
| +006, | Bangladesh — Inde                                            | Asie             | +4 053,       | Dont de très nombreuses enclaves. |
| +007, | Mongolie — Russie                                            | Asie             | +3 485,       | |
| +008, | Bolivie — Brésil                                             | Amérique du Sud  | +3 423,       | |
| +009, | Chine — Inde                                                 | Asie             | +3 380,       | En trois sections distinctes séparées par le Népal et le Bhoutan.                                                                          |
| +010, | États-Unis — Mexique                                         | Amérique du Nord | +3 141,       | |
| +011, | Brésil — Pérou                                               | Amérique du Sud  | +2 995,       | |
| +012, | Inde — Pakistan                                              | Asie             | +2 912,       | |
| +013, | Angola — République démocratique du Congo                    | Afrique          | +2 511,       | Dont 225 km avec l'enclave angolaise du Cabinda. La plus grande frontière entre deux pays d'Afrique.                                       |
| +014, | Afghanistan — Pakistan                                       | Asie             | +2 430,       | |
| +015, | République démocratique du Congo — République du Congo       | Afrique          | +2 410,       | |
| +016, | Mali — Mauritanie                                            | Afrique          | +2 237,       | |
| +017, | Colombie — Venezuela                                         | Amérique du Sud  | +2 219,       | |
| +018, | Kazakhstan — Ouzbékistan                                     | Asie             | +2 203,       | |
| +019, | Brésil — Venezuela                                           | Amérique du Sud  | +2 199,       | |
| +020, | Birmanie — Chine                                             | Asie             | +2 185,       | |
| +021, | Laos — Viêt Nam                                              | Asie             | +2 130,       | |
| +022, | République démocratique du Congo — Zambie                    | Afrique          | +1 930,       | |
| +023, | Gabon — République du Congo                                  | Afrique          | +1 903,       | |
| +024, | Afrique du Sud — Botswana                                    | Afrique          | +1 840,       | |
| +025, | Birmanie — Thaïlande                                         | Asie             | +1 800,       | |
| +026, | Indonésie — Malaisie                                         | Asie             | +1 782,       | |
| +027, | Laos — Thaïlande                                             | Asie             | +1 754,       | |
| +028, | Argentine — Paraguay                                         | Amérique du Sud  | +1 699,       | |
| +029, | Cameroun — Nigeria                                           | Afrique          | +1 690,       | |
| +029, | Inde — Népal                                                 | Asie             | +1 690,       | |
| +031, | Brésil — Colombie                                            | Amérique du Sud  | +1 643,       | |
| +032, | Colombie — Pérou                                             | Amérique du Sud  | +1 626,       | |
| +033, | Ouzbékistan — Turkménistan                                   | Asie             | +1 621,       | |
| +034, | Norvège — Suède                                              | Europe           | +1 619,       | La plus grande frontière entre deux pays d'Europe.                                                                                         |
| +035, | Brésil — Guyana                                              | Amérique du Sud  | +1 606,       | |
| +035, | Éthiopie — Soudan                                            | Afrique          | +1 606,       | |
| +037, | Éthiopie — Somalie                                           | Afrique          | +1 600,       | |
| +038, | République centrafricaine — République démocratique du Congo | Afrique          | +1 577,       | |
| +039, | Ukraine — Russie                                             | Europe           | +1 576,       | |
| +040, | Malawi — Mozambique                                          | Afrique          | +1 569,       | |
| +041, | Maroc — Mauritanie                                           | Afrique          | +1 561,       | Les 1 561 km sont intégralement avec le Sahara occidental, dont l'annexion par le Maroc n'est pas reconnue par le droit international      |
| +042, | Algérie — Maroc                                              | Afrique          | +1 559,       | Les 42 km avec le Sahara occidental, dont l'annexion par le Maroc n'est pas reconnue par le droit international, ne sont pas comptabilisés |
| +043, | Chine — Kazakhstan                                           | Asie             | +1 533,       | |
| +044, | Niger — Nigeria                                              | Afrique          | +1 497,       | |
| +045, | Birmanie — Inde                                              | Asie             | +1 463,       | |
| +046, | Arabie saoudite — Yémen                                      | Asie             | +1 458,       | |
| +046, | Irak — Iran                                                  | Asie             | +1 458,       | |
| +048, | Équateur — Pérou                                             | Amérique du Sud  | +1 420,       | |
| +049, | Chine — Corée du Nord                                        | Asie             | +1 416,       | |
| +050, | Algérie — Mali                                               | Afrique          | +1 376,       | |
| +050, | Angola — Namibie                                             | Afrique          | +1 376,       | |
| +052, | Brésil — Paraguay                                            | Amérique du Sud  | +1 366,       | |
| +053, | Botswana — Namibie                                           | Afrique          | +1 360,       | |
| +053, | Soudan — Tchad                                               | Afrique          | +1 360,       | |
| +055, | Finlande — Russie                                            | Europe           | +1 340,       | |
| +056, | Chine — Viêt Nam                                             | Asie             | +1 281,       | |
| +057, | Égypte — Soudan                                              | Afrique          | +1 273,       | |
| +058, | Argentine — Brésil                                           | Amérique du Sud  | +1 261,       | |
| +059, | Chine — Népal                                                | Asie             | +1 236,       | |
| +060, | Mozambique — Zimbabwe                                        | Afrique          | +1 231,       | |
| +061, | Cambodge — Viêt Nam                                          | Asie             | +1 228,       | |
| +062, | Espagne — Portugal                                           | Europe           | +1 214,       | |
| +063, | Afghanistan — Tadjikistan                                    | Asie             | +1 206,       | |
| +064, | Centrafrique — Tchad                                         | Afrique          | +1 197,       | |
| +065, | Niger — Tchad                                                | Afrique          | +1 175,       | |
| +066, | Centrafrique — Soudan                                        | Afrique          | +1 165,       | |
| +067, | Ouzbékistan — Tadjikistan                                    | Asie             | +1 161,       | Dont une enclave. |
| +068, | Égypte — Libye                                               | Afrique          | +1 115,       | |
| +069, | Angola — Zambie                                              | Afrique          | +1 110,       | |
| +070, | Kirghizistan — Ouzbékistan                                   | Asie             | +1 099,       | Dont plusieurs enclaves. |
| +071, | Cameroun — Tchad                                             | Afrique          | +1 094,       | |
| +072, | Brésil — Uruguay                                             | Amérique du Sud  | +1 069,       | |
| +073, | Libye — Tchad                                                | Afrique          | +1 055,       | |
| +074, | Kazakhstan — Kirghizistan                                    | Asie             | +1 051,       | |
| +075, | Burkina Faso — Mali                                          | Afrique          | +1 000,       | |
| +076, | Iran — Turkménistan                                          | Asie             | +0992,        | |
| +077, | Algérie — Libye                                              | Afrique          | +0982,        | |
| +078, | Afrique du Sud — Namibie                                     | Afrique          | +0967,        | |
| +079, | Algérie — Tunisie                                            | Afrique          | +0965,        | |
| +080, | Biélorussie — Russie                                         | Europe           | +0959,        | Dont l'enclave russe de Sankovo-Medvejie.                                                                                                  |
| +080, | Guatemala — Mexique                                          | Amérique du Nord | +0959,        | |
| +082, | Algérie — Niger                                              | Afrique          | +0956,        | |
| +083, | Moldavie — Ukraine                                           | Europe           | +0939,        | |
| +084, | Afghanistan — Iran                                           | Asie             | +0936,        | |
| +085, | Ouganda — Kenya                                              | Afrique          | +0933,        | |
| +086, | Bosnie-Herzégovine — Croatie                                 | Europe           | +0932,        | |
| +087, | Érythrée — Éthiopie                                          | Afrique          | +0912,        | |
| +088, | Afrique du Sud — Lesotho                                     | Afrique          | +0909,        | |
| +088, | Iran — Pakistan                                              | Asie             | +0909,        | |
| +090, | Bolivie — Pérou                                              | Amérique du Sud  | +0900,        | |
| +091, | Biélorussie — Ukraine                                        | Europe           | +0891,        | |
| +092, | Ghana — Togo                                                 | Afrique          | +0877,        | |
| +093, | Kirghizistan — Tadjikistan                                   | Asie             | +0870,        | Dont plusieurs enclaves. |
| +094, | Bolivie — Chili                                              | Amérique du Sud  | +0861,        | |
| +094, | Éthiopie — Kenya                                             | Afrique          | +0861,        | |
| +096, | Chine — Kirghizistan                                         | Asie             | +0858,        | |
| +096, | Guinée — Mali                                                | Afrique          | +0858,        | |
| +098, | Malawi — Zambie                                              | Afrique          | +0837,        | |
| +099, | Syrie — Turquie                                              | Asie             | +0822,        | |
| +100, | Mali — Niger                                                 | Afrique          | +0821,        | |
| +101, | Indonésie — Papouasie-Nouvelle-Guinée                        | Asie / Océanie   | +0820,        | |
| +102, | Arabie saoudite — Irak                                       | Asie             | +0814,        | |
| +103, | Botswana — Zimbabwe                                          | Afrique          | +0813,        | |
| +103, | Mauritanie — Sénégal                                         | Afrique          | +0813,        | |
| +105, | Cambodge — Thaïlande                                         | Asie             | +0803,        | |
| +106, | Zambie — Zimbabwe                                            | Afrique          | +0797,        | |
| +107, | Arménie — Azerbaïdjan                                        | Europe           | +0787,        | Dont 221 km avec l'enclave azerbaïdjanaise du Nakhitchevan ; également plusieurs enclaves.                                                 |
| +108, | Allemagne — Autriche                                         | Europe           | +0784,        | |
| +109, | Bénin — Nigeria                                              | Afrique          | +0773,        | |
| +110, | Kenya — Tanzanie                                             | Afrique          | +0769,        | |
| +111, | Ouganda — République démocratique du Congo                   | Afrique          | +0765,        | |
| +112, | Mozambique — Tanzanie                                        | Afrique          | +0756,        | |
| +113, | Bolivie — Paraguay                                           | Amérique du Sud  | +0750,        | |
| +114, | Afghanistan — Turkménistan                                   | Asie             | +0744,        | |
| +114, | Arabie saoudite — Jordanie                                   | Asie             | +0744,        | |
| +116, | Guyana — Venezuela                                           | Amérique du Sud  | +0743,        | |
| +117, | Argentine — Bolivie                                          | Amérique du Sud  | +0742,        | |
| +118, | Gambie — Sénégal                                             | Afrique          | +0740,        | |
| +118, | Italie — Suisse                                              | Europe           | +0740,        | Dont l'enclave italienne de Campione d'Italia.                                                                                             |
| +120, | Finlande — Norvège                                           | Europe           | +0736,        | |
| +121, | Brésil — France                                              | Amérique du Sud  | +0730,        | Frontière entre le Brésil et la Guyane. |
| +122, | Géorgie — Russie                                             | Europe           | +0723,        | |
| +123, | Côte d'Ivoire — Libéria                                      | Afrique          | +0716,        | |
| +124, | Kenya — Somalie                                              | Afrique          | +0682,        | |
| +125, | Biélorussie — Lituanie                                       | Europe           | +0678,        | |
| +126, | Hongrie — Slovaquie                                          | Europe           | +0677,        | |
| +127, | Arabie saoudite — Oman                                       | Asie             | +0676,        | |
| +128, | Croatie — Slovénie                                           | Europe           | +0670,        | |
| +129, | Côte d'Ivoire — Ghana                                        | Afrique          | +0668,        | |
| +130, | Pologne — Tchéquie                                           | Europe           | +0658,        | |
| +131, | Guinée — Sierra Leone                                        | Afrique          | +0652,        | |
| +132, | Allemagne — Tchéquie                                         | Europe           | +0646,        | |
| +133, | Bénin — Togo                                                 | Afrique          | +0644,        | |
| +134, | Burkina Faso — Niger                                         | Afrique          | +0628,        | |
| +135, | République démocratique du Congo — Soudan du Sud             | Afrique          | +0628,        | |
| +136, | Espagne — France                                             | Europe           | +0623,        | En deux sections, séparés par l'Andorre, plus l'enclave espagnole de Llívia.                                                               |
| +137, | Belgique — France                                            | Europe           | +0620,        | |
| +138, | Finlande — Suède                                             | Europe           | +0614,        | |
| +139, | Azerbaïdjan — Iran                                           | Asie / Europe    | +0611,        | Dont 179 km avec l'enclave azerbaïdjanaise du Nakhitchevan.                                                                                |
| +140, | Côte d'Ivoire — Guinée                                       | Afrique          | +0610,        | |
| +141, | Bulgarie — Roumanie                                          | Europe           | +0608,        | |
| +142, | Bhoutan — Inde                                               | Asie             | +0605,        | |
| +143, | Érythrée — Soudan                                            | Afrique          | +0605,        | |
| +144, | Irak — Syrie                                                 | Asie             | +0605,        | |
| +145, | Guyana — Suriname                                            | Amérique du Sud  | +0600,        | |
| +146, | Brésil — Suriname                                            | Amérique du Sud  | +0593,        | |
| +147, | Colombie — Équateur                                          | Amérique du Sud  | +0586,        | |
| +148, | Burkina Faso — Côte d'Ivoire                                 | Afrique          | +0584,        | |
| +149, | Argentine — Uruguay                                          | Amérique du Sud  | +0579,        | |
| +150, | Allemagne — Pays-Bas                                         | Europe           | +0577,        | |
| +151, | France — Suisse                                              | Europe           | +0573,        | |
| +152, | Guinée — Libéria                                             | Afrique          | +0563,        | |
| +153, | Burkina Faso — Ghana                                         | Afrique          | +0549,        | |
| +154, | Cambodge — Laos                                              | Asie             | +0541,        | |
| +155, | Côte d'Ivoire — Mali                                         | Afrique          | +0532,        | |
| +156, | Roumanie — Ukraine                                           | Europe           | +0531,        | En deux sections séparées par la Moldavie : 362 km au nord de celle-ci, 169 km au sud.                                                     |
| +157, | Pologne — Ukraine                                            | Europe           | +0526,        | |
| +158, | Cameroun — République du Congo                               | Afrique          | +0523,        | |
| +159, | Chine — Pakistan                                             | Asie             | +0523,        | |
| +160, | France — Suriname                                            | Amérique du Sud  | +0510,        | Frontière avec le Suriname et la Guyane.                                                                                                   |
| +161, | Malaisie — Thaïlande                                         | Asie             | +0506,        | |
| +162, | Iran — Turquie                                               | Asie             | +0499,        | |
| +163, | Bulgarie — Grèce                                             | Europe           | +0494,        | |
| +164, | Afrique du Sud — Mozambique                                  | Afrique          | +0491,        | |
| +165, | France — Italie                                              | Europe           | +0488,        | |
| +166, | Roumanie — Serbie                                            | Europe           | +0476,        | |
| +167, | Malawi — Tanzanie                                            | Afrique          | +0475,        | |
| +168, | Bhoutan — Chine                                              | Asie             | +0470,        | |
| +169, | République centrafricaine — République du Congo              | Afrique          | +0467,        | |
| +170, | Algérie — Mauritanie                                         | Afrique          | +0463,        | |
| +171, | Libye — Tunisie                                              | Afrique          | +0459,        | |
| +171, | République démocratique du Congo — Tanzanie                  | Afrique          | +0459,        | |
| +173, | Arabie saoudite — Émirats arabes unis                        | Asie             | +0457,        | |
| +174, | Allemagne — Pologne                                          | Europe           | +0456,        | |
| +175, | Lettonie — Lituanie                                          | Europe           | +0453,        | |
| +176, | Allemagne — France                                           | Europe           | +0451,        | |
| +176, | Burundi — Tanzanie                                           | Afrique          | +0451,        | |
| +178, | Belgique — Pays-Bas                                          | Europe           | +0450,        | Dont les enclaves belges et néerlandaises de Baarle.                                                                                       |
| +178, | Moldavie — Roumanie                                          | Europe           | +0450,        | |
| +180, | Pologne — Slovaquie                                          | Europe           | +0444,        | |
| +181, | Hongrie — Roumanie                                           | Europe           | +0443,        | |
| +182, | Ouganda — Soudan du Sud                                      | Afrique          | +0435,        | |
| +183, | Afrique du Sud — Eswatini                                    | Afrique          | +0430,        | |
| +183, | Autriche — Italie                                            | Europe           | +0430,        | |
| +185, | Chine — Laos                                                 | Asie             | +0423,        | |
| +186, | Mali — Sénégal                                               | Afrique          | +0419,        | |
| +186, | Mozambique — Zambie                                          | Afrique          | +0419,        | |
| +188, | Chine — Tadjikistan                                          | Asie             | +0414,        | |
| +189, | Émirats arabes unis — Oman                                   | Asie             | +0410,        | Dont le fragment omanais de Moussandam et l'enclave omanaise de Madha et émiratie de Nahwa.                                                |
| +190, | Biélorussie — Pologne                                        | Europe           | +0407,        | |
| +191, | Ouganda — Tanzanie                                           | Afrique          | +0396,        | |
| +192, | Guinée — Guinée-Bissau                                       | Afrique          | +0386,        | |
| +193, | Libye — Soudan                                               | Afrique          | +0383,        | |
| +194, | Brunei — Malaisie                                            | Asie             | +0381,        | |
| +195, | Kazakhstan — Turkménistan                                    | Asie             | +0379,        | |
| +196, | Jordanie — Syrie                                             | Asie             | +0375,        | |
| +196, | Liban — Syrie                                                | Asie             | +0375,        | |
| +198, | Autriche — Hongrie                                           | Europe           | +0366,        | |
| +199, | Autriche — Tchéquie                                          | Europe           | +0362,        | |
| +200, | Haïti — République dominicaine                               | Amérique du Nord | +0360,        | |
| +200, | Irlande — Royaume-Uni                                        | Europe           | +0360,        | |
| +201, | Israël — Palestine                                           | Asie             | +0358,        | Il n’existe pas de frontière inter-étatique réellement reconnue.                                                                           |
| +202, | Libye — Niger                                                | Afrique          | +0354,        | |
| +203, | Irak — Turquie                                               | Asie             | +0352,        | |
| +204, | Gabon — Guinée équatoriale                                   | Afrique          | +0350,        | |
| +205, | Djibouti — Éthiopie                                          | Afrique          | +0349,        | |
| +206, | Honduras — Nicaragua                                         | Amérique du Nord | +0342,        | |
| +207, | Estonie — Lettonie                                           | Europe           | +0339,        | |
| +208, | Guinée-Bissau — Sénégal                                      | Afrique          | +0338,        | |
| +208, | Tanzanie — Zambie                                            | Afrique          | +0338,        | |
| +210, | Allemagne — Suisse                                           | Europe           | +0334,        | Dont l'enclave allemande de Büsingen am Hochrhein.                                                                                         |
| +211, | Autriche — Slovénie                                          | Europe           | +0330,        | |
| +211, | Costa Rica — Panama                                          | Amérique du Nord | +0330,        | |
| +211, | Guinée — Sénégal                                             | Afrique          | +0330,        | |
| +214, | Croatie — Hongrie                                            | Europe           | +0329,        | |
| +215, | Azerbaïdjan — Géorgie                                        | Asie / Europe    | +0322,        | |
| +216, | Bulgarie — Serbie                                            | Europe           | +0318,        | |
| +217, | Costa Rica — Nicaragua                                       | Amérique du Nord | +0309,        | |
| +218, | Bénin — Burkina Faso                                         | Afrique          | +0306,        | |
| +218, | Libéria — Sierra Leone                                       | Afrique          | +0306,        | |
| +220, | Bosnie-Herzégovine — Serbie                                  | Europe           | +0302,        | |
| +221, | Cameroun — Gabon                                             | Afrique          | +0298,        | |
| +222, | Estonie — Russie                                             | Europe           | +0294,        | |
| +223, | Burundi — Rwanda                                             | Afrique          | +0290,        | |
| +224, | Oman — Yémen                                                 | Asie             | +0288,        | |
| +225, | Azerbaïdjan — Russie                                         | Asie / Europe    | +0284,        | |
| +226, | Albanie — Grèce                                              | Europe           | +0282,        | |
| +227, | Arménie — Turquie                                            | Asie / Europe    | +0268,        | |
| +228, | Bénin — Niger                                                | Afrique          | +0266,        | |
| +228, | Égypte — Israël                                              | Asie             | +0266,        | |
| +231, | Guatemala — Honduras                                         | Amérique du Nord | +0256,        | |
| +231, | Honduras — Salvador                                          | Amérique du Nord | +0256,        | |
| +233, | Géorgie — Turquie                                            | Asie / Europe    | +0252,        | |
| +234, | Grèce — Macédoine du Nord                                    | Europe           | +0246,        | |
| +235, | Croatie — Serbie                                             | Europe           | +0241,        | |
| +236, | Bulgarie — Turquie                                           | Europe           | +0240,        | |
| +236, | Irak — Koweït                                                | Asie             | +0240,        | |
| +238, | Corée du Nord — Corée du Sud                                 | Asie             | +0238,        | |
| +238, | Israël — Jordanie                                            | Asie             | +0238,        | |
| +240, | Birmanie — Laos                                              | Asie             | +0235,        | |
| +241, | Burundi — République démocratique du Congo                   | Afrique          | +0233,        | |
| +241, | Namibie — Zambie                                             | Afrique          | +0233,        | |
| +243, | Italie — Slovénie                                            | Europe           | +0232,        | |
| +243, | Kenya — Soudan du Sud                                        | Afrique          | +0232,        | |
| +245, | Indonésie — Timor oriental                                   | Asie             | +0228,        | |
| +246, | Lituanie — Russie                                            | Europe           | +0227,        | Frontière entre la Lituanie et l'enclave de Kaliningrad.                                                                                   |
| +247, | Afrique du Sud — Zimbabwe                                    | Afrique          | +0225,        | |
| +247, | Bosnie-Herzégovine — Monténégro                              | Europe           | +0225,        | |
| +247, | Colombie — Panama                                            | Amérique du Sud  | +0225,        | |
| +250, | Arabie saoudite — Koweït                                     | Asie             | +0222,        | |
| +251, | Macédoine du Nord — Serbie                                   | Europe           | +0221,        | |
| +252, | Lettonie — Russie                                            | Europe           | +0217,        | |
| +252, | République démocratique du Congo — Rwanda                    | Afrique          | +0217,        | |
| +252, | Rwanda — Tanzanie                                            | Afrique          | +0217,        | |
| +255, | Tchéquie — Slovaquie                                         | Europe           | +0215,        | |
| +256, | Grèce — Turquie                                              | Europe           | +0206,        | |
| +256, | Pologne — Russie                                             | Europe           | +0206,        | Frontière entre la Pologne et l'enclave de Kaliningrad.                                                                                    |
| +258, | Guatemala — Salvador                                         | Amérique du Nord | +0203,        | |
| +258, | Monténégro — Serbie                                          | Europe           | +0203,        | |
| +260, | Angola — République du Congo                                 | Afrique          | +0201,        | |
| +261, | Norvège — Russie                                             | Europe           | +0196,        | |
| +262, | Bangladesh — Birmanie                                        | Asie             | +0193,        | |
| +262, | Belize — Mexique                                             | Amérique du Nord | +0193,        | |
| +264, | Cameroun — Guinée équatoriale                                | Afrique          | +0189,        | |
| +265, | Irak — Jordanie                                              | Asie             | +0181,        | |
| +266, | Albanie — Monténégro                                         | Europe           | +0172,        | |
| +267, | Ouganda — Rwanda                                             | Afrique          | +0169,        | |
| +268, | Allemagne — Belgique                                         | Europe           | +0167,        | Dont les enclaves créées par la Vennbahn.                                                                                                  |
| +269, | Arménie — Géorgie                                            | Asie / Europe    | +0164,        | |
| +269, | Autriche — Suisse                                            | Europe           | +0164,        | |
| +271, | Chili — Pérou                                                | Amérique du Sud  | +0160,        | |
| +272, | Chypre — Royaume-Uni                                         | Europe           | +0152,        | Frontière entre Chypre et les bases militaires britanniques d'Akrotiri et de Dhekelia.                                                     |
| +273, | Albanie — Macédoine du Nord                                  | Europe           | +0151,        | |
| +273, | Hongrie — Serbie                                             | Europe           | +0151,        | |
| +275, | Belgique — Luxembourg                                        | Europe           | +0148,        | |
| +275, | Bulgarie — Macédoine du Nord                                 | Europe           | +0148,        | |
| +277, | Biélorussie — Lettonie                                       | Europe           | +0141,        | |
| +278, | Allemagne — Luxembourg                                       | Europe           | +0138,        | |
| +279, | Afghanistan — Ouzbékistan                                    | Asie             | +0137,        | |
| +280, | Burkina Faso — Togo                                          | Afrique          | +0126,        | |
| +281, | Albanie — Serbie                                             | Europe           | +0112,        | |
| +282, | Djibouti — Érythrée                                          | Afrique          | +0109,        | |
| +283, | Mozambique — Eswatini                                        | Afrique          | +0105,        | |
| +284, | Hongrie — Ukraine                                            | Europe           | +0103,        | |
| +285, | Hongrie — Slovénie                                           | Europe           | +0102,        | |
| +286, | Slovaquie — Ukraine                                          | Europe           | +0097,        | |
| +287, | Autriche — Slovaquie                                         | Europe           | +0091,        | |
| +287, | Lituanie — Pologne                                           | Europe           | +0091,        | |
| +289, | Nigeria — Tchad                                              | Afrique          | +0087,        | |
| +290, | Israël — Liban                                               | Asie             | +0079,        | |
| +291, | Afghanistan — Chine                                          | Asie             | +0076,        | |
| +291, | Israël — Syrie                                               | Asie             | +0076,        | |
| +293, | France — Luxembourg                                          | Europe           | +0073,        | |
| +294, | Allemagne — Danemark                                         | Europe           | +0068,        | |
| +295, | Andorre — Espagne                                            | Europe           | +0064,        | |
| +296, | Arabie saoudite — Qatar                                      | Asie             | +0060,        | |
| +297, | Djibouti — Somalie                                           | Afrique          | +0058,        | |
| +298, | Andorre — France                                             | Europe           | +0057,        | |
| +299, | Liechtenstein — Suisse                                       | Europe           | +0041,        | |
| +300, | Italie — Saint-Marin                                         | Europe           | +0039,        | |
| +301, | Arménie — Iran                                               | Asie / Europe    | +0035,        | |
| +301, | Autriche — Liechtenstein                                     | Europe           | +0035,        | |
| +303, | Croatie — Monténégro                                         | Europe           | +0025,        | |
| +304, | Corée du Nord — Russie                                       | Asie             | +0019,        | |
| +305, | Espagne — Maroc                                              | Afrique          | +0016,        | 6,3 km avec Ceuta, 9,6 km avec Melilla, 80 mètres avec le Peñón de Vélez de la Gomera.                                                     |
| +306, | France — Pays-Bas                                            | Europe           | +0010,        | Frontière entre la partie française et néerlandaise de Saint-Martin.                                                                       |
| +307, | Azerbaïdjan — Turquie                                        | Asie / Europe    | +0009,        | Frontière entre la Turquie et l'enclave azerbaïdjanaise du Nakhitchevan.                                                                   |
| +308, | France — Monaco                                              | Europe           | +0005,        | |
| +309, | Italie — Vatican                                             | Europe           | +0003,        | |
| +310, | Canada — Danemark                                            | Amérique         | +1,2          | Sur l'Île de Hans. |
| +311, | Espagne — Royaume-Uni                                        | Europe           | +1,2          | Frontière entre l'Espagne et le territoire britannique de Gibraltar. La plus petite frontière entre deux pays européens.                   |
| +312, | Botswana — Zambie                                            | Afrique          | +0,15         | La plus petite frontière terrestre, au niveau de la ville zambienne de Kazungula.                                                          |